# Ban Konghang
Ban Konghang – wieś położona w południowo-wschodnim Laosie, w prowincji Attapu, w dystrykcie Samakkhixay.